# 1919 aux États-Unis
Pour des articles plus généraux, voir Chronologie des États-Unis et 1919.
Chronologie des États-Unis
- 1915
- 1916
- 1917
- 1918
- 1919
- 1920
- 1921
- 1922
- 1923

Cette page concerne des événements d'actualité qui se sont produits durant l'année 1919 du calendrier grégorien aux États-Unis.

## Gouvernement
- Président : Woodrow Wilson
- Vice-président : Thomas R. Marshall
- Chambre des représentants - Président

## Événements

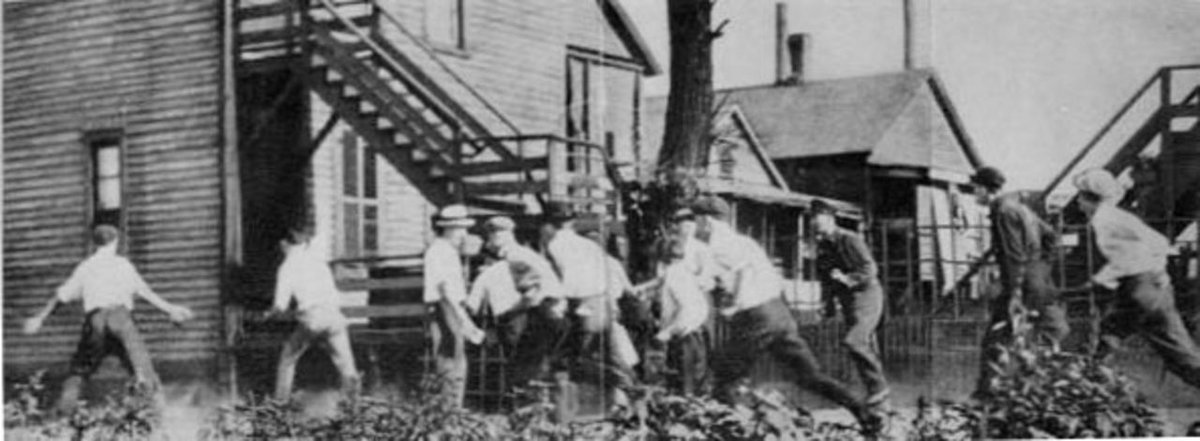
27 juillet-3 août : émeutes raciales à Chicago.

- 1er janvier : Edsel Ford succède à son père à la tête de la Ford Motor Company.
- 6 janvier : Theodore Roosevelt, le 26e président des États-Unis (de 1901 à 1909), meurt dans son sommeil à l'âge de 60 ans.
- 15 janvier : Grande inondation de mélasse de Boston
- 16 janvier : 18e amendement de la constitution des États-Unis, ratifiant la prohibition de l'alcool.
- 6 février : grève générale à Seattle. Les 65 000 habitants de la ville, majoritairement ouvriers, cessent le travail pour exiger de meilleurs salaires et un meilleur respect syndical. 4 000 soldats et policiers furent envoyés sur place par les autorités pour rétablir l'ordre. 39 meneurs furent arrêtés. Malgré la présence des troupes fédérales, la grève se poursuivit, obligeant les dirigeants des chantiers navals à céder. Le succès de la grève provoquera de graves tensions sur le territoire américain et la montée de la peur du communisme et de l'anarchisme
- 25 février : Revenue Act. La forte dette contractée par les États-Unis (dû aux dépenses militaires de la guerre) oblige le Congrès à voter de nouvelles hausses fiscales pour réduire le déficit public qui atteint 7 % du PNB.  L'impôt sur le revenu est augmenté pour la 3ème fois en 3 ans.
- 1er mai : manifestation organisée par le communiste Charles Ruthenberg de 20 000 syndicalistes, socialistes, anarchistes et communistes à Cleveland  pour protester contre l'emprisonnement du syndicaliste anti-guerre Eugene Victor Debs. Elle dégénère en émeutes et affrontements avec la police de Cleveland. La répression fait 2 morts et 40 blessés. 150 personnes, dont Ruthenberg, sont arrêtés par les forces de l'ordre.
- 2 juin : attentat contre le domicile du procureur général des États-Unis Alexander Mitchell Palmer, commis par des anarchistes. L'attentat provoquera de violentes représailles de l'Etat fédéral contre les mouvements anarcho-communistes.
- 14 - 15 juin : premier vol transatlantique par Alcock et Brown.
- 31 août : fondation à Chicago du parti travailliste communiste américain en rupture avec le Parti socialiste.
- 9 octobre : grève de la police à Boston : commencé au début de l’année (à Seattle), le mouvement revendicatif pour la défense du pouvoir d’achat des ouvriers atteint son apogée à l’automne avec la grève de la police à Boston et celle des travailleurs de l’acier (350 000 grévistes en Pennsylvanie). Ces mouvements provoquent une psychose révolutionnaire aux États-Unis (Red Scare).
- 28 octobre : Volstead Act. La loi, adopté sous la pression des mouvements puritains, interdit la vente d'alcool et restreint considérablement sa consommation à l'usage individuel. L'amendement sera abrogé par le président Franklin Roosevelt en 1933. La nouvelle législation sera finalement contournée par les autorités locales, amenant au développement du crime organisé, dont le célèbre Al Capone.
- 29 octobre : ouverture à Washington de la première conférence internationale du travail.
- 19 novembre : le Sénat refuse de ratifier le traité de Versailles et rejette le traité de la Société des Nations.
- 22 décembre : début des Palmer Raids et expulsions d’opposants radicaux (1919-1920) sur l’initiative du secrétaire à la justice Alexander Mitchell Palmer. Près de 250 anarchistes (dont Emma Goldman et Alexandre Berkman), communistes et syndicalistes sont expulsés vers la Russie soviétique.
- Décembre :
  - Le prix Nobel de la paix est attribué à l'américain Thomas Woodrow Wilson.
  - Chute des prix agricoles alors que les fermiers sont fortement endettés par la mécanisation (le nombre de tracteurs passe de 80 000 en 1918 à 850 000 en 1929).
  - Loi Edge[1]. Les filiales des banques américaines à l’étranger sont dégagées des poursuites anti-trust.
- 13,4 milliards de dollars de déficit.
- À la sortie de la guerre, les États-Unis détiennent la moitié du stock d’or mondial.
- Inflation brutale.
- L’AFL-CIO compte 4 millions de syndiqués.
- Achat par Conrad Hilton de son premier hôtel, c'est le début du groupe Hilton Hotels Corporation.
- La revue bon marché All-Story Weekly publie Le Fléau de Capistrano, œuvre littéraire de Johnston McCulley dans laquelle Zorro apparait pour la première fois.

## Naissances en 1919
- 1er janvier : Jerome David Salinger, écrivain († 27 janvier 2010[2]).
- 13 janvier : Robert Stack, acteur († 14 mai 2003).
- 23 janvier : Ernie Kovacs, comédien († 13 janvier 1962).
- 19 avril : Merce Cunningham, danseur et chorégraphe († 26 juillet 2009).
- 14 juin : Sam Wanamaker, acteur et réalisateur († 18 décembre 1993).
- 14 novembre : John Cornelius Bresnahan, avocat et homme politique († 31 juillet 1983).
- 26 novembre : Frederik Pohl, écrivain et éditeur de science-fiction.

#### Articles généraux
- Histoire des États-Unis de 1918 à 1945

#### Articles sur l'année 1919 aux États-Unis
- XVIIIe amendement de la Constitution des États-Unis
- Scandale des Black Sox
- Volstead Act